# مؤامرة مؤيدة للفاطميين ضد صلاح الدين
في عامي 1173 و1174، جرت مؤامرة في القاهرة لصالح استعادة الخلافة الفاطمية الشيعية الإسماعيلية، التي انقلب عليها صلاح الدين الأيوبي بعد أن كان وزيرًا، فكان بذلك أول حاكم أيوبي لمصر، في عام 1171. كانت المؤامرة، التي لا تُعرف إلا من مصادر مؤيدة لصلاح الدين، بقيادة نخب النظام الفاطمي الساقط، تهدف إلى السيطرة على القاهرة من خلال الاستفادة من غياب صلاح الدين عن المدينة أثناء حملته. ولتحقيق هذه الغاية، تزعم المصادر أنهم اتصلوا بالصليبيين في مملكة القدس، ودعوهم لغزو مصر من أجل إبعاد صلاح الدين. ويقال أيضًا إن المتآمرين اتصلوا بالجماعة النزارية الإسماعيلية الحشاشون لاغتيال صلاح الدين. إن صحة هذه الإدعاءات محل نزاع من المؤرخين المعاصرين، الذين يعتبرونها اختراعات تهدف إلى تشويه سمعة المتآمرين. وفي النهاية، كُشفَت عن المؤامرة لصلاح الدين، على الرغم من أن المصادر تختلف حول كيفية حدوث ذلك على وجه التحديد. ويذهب البعض إلى أن المؤامرة كانت بتدبير صلاح الدين كنوع من التطهير السياسي، أو كوسيلة لإظهار لسيده الاسمي المعادي بشكل متزايد، أمير حلب ودمشق، نور الدين زنكي، أن مصر لا تزال غير منضبطة وأن صلاح الدين كان لا غنى عنه للسيطرة على المعارضة. وفي 31 آذار 1174م، قام الحاكم الأيوبي بشن هجوم واعتقال زعماء الثورة، ومن بينهم الشاعر الشهير عمارة اليماني. أُعدمَ المتآمرون الرئيسون في ساحة بين القصرين من 6 نيسان إلى 23 أيار، في حين نُفي الآخرين. وتبع ذلك ثورة مؤيدة للفاطميين في صعيد مصر، ولكن قُمعَت في سبتمبر/أيلول على يد شقيق صلاح الدين، العادل.

## الخلفية
كانت الخلافة الفاطمية إمبراطورية إسلامية كبرى في العصور الوسطى حكمت أجزاء كبيرة من شمال إفريقيا وبلاد الشام وجنوب إيطاليا وشبه الجزيرة العربية الغربية من عام 909 إلى عام 1171. ابتداءً من إفريقية، بعد فتح مصر في عام 969، أسست الأسرة الفاطمية نفسها في عاصمة جديدة هناك، القاهرة؛ التي بنتها. لم يكن الخلفاء الفاطميون يمتلكون السلطة الدنيوية فحسب، ظل كانوا يمتلكون أيضًا السلطة الدينية لإمام الشيعة الإسماعيلية، الذي كان يرأس شبكة تبشيرية دينية متقنة (دعوة). وفي الستينيات والسبعينيات من القرن الحادي عشر الميلادي، كادت الدولة الفاطمية أن تنهار نتيجة اضطرابات داخلية. وعندما استعاد الوزير بدر الجمالي السلطة المركزية، كان ذلك بمثابة دكتاتورية عسكرية افتراضية، حيث مُنح السلطة للوزراء باعتبارهم شبه سلاطين، وحُرم الخلفاء في الغالب من السلطة؛ ورُفع الخلفاء الثلاثة الأخيرين إلى العرش وهم أطفال. وفي الوقت نفسه، انكسرت وحدة الدعوة الإسماعيلية بسبب نزاعات الخلافة على الإمامة، مما أدى إلى انفصال فرعي النزارية والطيبية عن فرع المستعلية الحافظية الرسمي الذي ترعاه الدولة الفاطمية، وأصبح رد الفعل السني ضد هيمنة الشيعة واضحًا حتى في مصر نفسها.
في ستينيات القرن الثاني عشر، انحصرت الدولة الفاطمية المتدهورة في مصر. واجهت غزوات من مملكة القدس الصليبية، والاضطرابات الداخلية، وتدخل الحاكم السني القوي لحلب والموصل، نور الدين زنكي، الذي أرسل قائده شيركوه إلى مصر. وانتهت المناورات السياسية والعسكرية المعقدة التي تلت ذلك في كانون الثاني 1169 بتعيين شيركوه وزيرًا من الخليفة الفاطمي العاضد. وعندما توفي شيركوه بعد فترة وجيزة، اختار الخليفة ابن أخيه صلاح الدين كمرشح تسوية من الفصائل المختلفة في الجيش الزنكي ليحل محله، حيث كان يثق فيه. كان موقف صلاح الدين الجديد محرجًا: فهو رسميًا رئيس حكومة دولة شيعية اسميًا، وكان صلاح الدين نفسه سنيًا يقود جيشًا سنيًا، فضلًا عن كونه تابعًا لنور الدين، الذي كانت بطولته في الدفاع عن القضية السنية ضد الإسماعيليين معروفة جيدًا. كانت نية صلاح الدين في إلغاء النظام الفاطمي واضحة منذ البداية، وكان من المؤكد أن الفصائل المختلفة ومجموعات السلطة داخل المؤسسة الفاطمية، وخاصة داخل القصر، تعارضه. وفي الوقت نفسه، أثارت تسوية صلاح الدين الأولية مع الخليفة العاضد والنظام الفاطمي، من أجل تأمين منصبه، استياء نور الدين، الذي شكك في دوافع صلاح الدين ورفض الاعتراف بمنصبه الجديد.
تدريجيًّا، بدأ صلاح الدين في تقويض الخلافة الفاطمية، من خلال إدخال اسم نور الدين في خطبة صلاة الجمعة بعد اسم الخليفة العاضد، وتهميش الأخير، وتعزيز قواته السورية، ومنحهم إقطاعيات عسكرية (إقطاع) مقابل صيانتهم، في حين سحب إقطاعيات مماثلة من القادة الفاطميين. وقد أثارت هذه التحركات معارضة النخب الفاطمية، وتمت المؤامرة برئاسة العَميد [الإنجليزية] المؤتمن الخليفة. وفقًا للمؤرخين المٌشكك في روايتهم في العصور الوسطى، حث المؤتمن الصليبيين على غزو مصر، الأمر الذي سيجبر صلاح الدين على مغادرة القاهرة لمواجهتهم، ويسمح للمؤتمن وأنصاره بالسيطرة على العاصمة ثم الهجوم على مؤخرة جيش صلاح الدين. على الرغم من أن المؤرخين المعاصرين يشككون في صحة هذه التقارير، ويعتبرونها اختراعات من المؤرخين اللاحقين لتبرير حملة صلاح الدين لقتل العناصر الموالية للفاطميين، قُبض على المؤتمن وأُعدم باعتباره زعيم المؤامرة المزعومة. وقد أثار هذا انتفاضة القوات النوبية والسودانية والأرمنية التابعة للجيش الفاطمي في القاهرة في الفترة من 21 إلى 23 آب 1169، والتي قُمعَت بوحشية [الإنجليزية]، تلاها مذبحة واسعة النطاق للقوات الأفريقية السوداء الموالية على يد رجال صلاح الدين تحت قيادة شقيقه توران شاه.
أدى القضاء على الجيش الفاطمي، إلى جانب صد هجوم الصليبيين على دمياط ، ووصول عائلته من الشام، إلى ترسيخ حكم صلاح الدين الأيوبي على مصر. بدأ في تنصيب أفراد عائلته وأتباعه في مناصب مدنية وعسكرية، مُمهدًا الطريق للهجوم النهائي على النظام الفاطمي نفسه: أُلغيَت جميع التعبيرات العامة عن العقيدة الإسماعيلية، وعزل وطرد كل الإسماعيليين واستبدلهم بسُنيّين في جميع المناصب القضائية، بما في ذلك منصب القاضي الرئيس. توجّهت بعض القوات الفاطمية التي نجت من المذبحة في القاهرة، والبعض الآخر الذين طردهم صلاح الدين لاحقًا عندما عزز سلطته، إلى صعيد مصر، حيث شنوا انتفاضات متفرقة، ولكن دون نجاح كبير. بلغت سياسة صلاح الدين ذروتها في 10 أيلول 1171 م، عندما أعلن اسم الخليفة العباسي السني، المستعلي، في صلاة الجمعة بدلًا من اسم العاضد. كان النظام الفاطمي في نهايته، وكان موت العاضد بعد بضعة أيام فقط، في 13 أيلول 1171، بعد مرض قصير، بمثابة إعلان عن نهايته؛ رغم أن المؤرخين المعاصرين يشككون في موته الطبيعي أيضًا باعتباره صُدفةً مناسبةً للغاية. بعد وفاة العاضد، تعرّض المجتمع الإسماعيلي الذي كان المصريون يشكلون جزءًا كبيرًا منه للاضطهاد والقتل من نظام صلاح الدين الأيوبي الجديد؛ وقد اعتنق بعضهم المذهب السني خوفًا على حياته، في حين وُضعَت أفراد الأسرة الفاطمية تحت الاعتقال في القصر، وفي وقت لاحق في قلعة القاهرة، حيث عاشوا بقية أيامهم.

## المؤامرة والقمع

الخريطة السياسية لبلاد الشام حوالي ق. 1165 ، قبل تولي صلاح الدين السلطة في مصر بفترة وجيزة

وعلى مدى السنوات التالية، انضمت النخبة المتبقية من العصر الفاطمي في القاهرة إلى مؤامرة ضد صلاح الدين. ضمت المؤامرة من بين أعضائها الداعي الإسماعيلي الرئيس السابق هبة الله بن كامل المفضل، وآخر داعي رئيس فاطمي عبد الجبار الجليس وقاضي الدعاة الرئيس السابق الحسن العويرس، والأمين العام شبرمة، والقائد العسكري عبد الصمد القشة، ورئيس القضاة الفاطميين في الإسكندرية، قائد القفاص، بالإضافة إلى الشاعر اليمني المعروف عمارة اليماني، الذي استقر منذ فترة طويلة في البلاط الفاطمي، الذي استمر في كتابة قصائد الرثاء على رحيل الأسرة الفاطمية.
تختلف المصادر حول أهداف المؤامرة وأساليبها: تقرير أرسله أمين سر صلاح الدين القاضي الفاضل بعد كشف المؤامرة إلى نور الدين، والذي استشهد به لاحقًا مؤرخو القرن الثالث عشر ابن أبي طيء وأبو شامة، يؤكد أن المتآمرين تعاونوا مع الصليبيين، باستخدام خدمات ابن قرجلة، الذي فر من مصر قبل عدة سنوات وساعد الصليبيين في التخطيط لغزوهم عام 1169. يقال إن الملك عموري الأول ملك القدس أرسل أحد رجال بلاطه، وهو جورج، إلى القاهرة ظاهريًا لإجراء مفاوضات مع صلاح الدين، ولكن في الواقع للقاء المتآمرين، بالإضافة إلى الكتبة المسيحيين واليهود من المستشارية الفاطمية السابقة الذين استولى عليهم النظام الجديد. وكانت الخطة أن يقوم عموري بحملة ضد صلاح الدين في بلاد الشام أو ساحل البحر الأبيض المتوسط في مصر، كما حدث في عملية دمياط عام 1169. وهذا من شأنه أن يضطر صلاح الدين إلى الزحف بنفسه، أو على الأقل إرسال الجزء الأكبر من جيشه، بعيدًا عن القاهرة. إلى جانب التشتت المعتاد للجنود المتبقين إلى إقطاعياتهم لموسم الحصاد في أواخر الصيف، كان المتآمرون يهدفون إلى تعبئة بقايا القوات الفاطمية السوداء الأفريقية والأرمنية، وموظفي القصر الفاطمي السابقين، وغيرهم من المتعاطفين والاستيلاء على السلطة في القاهرة. وعلى النقيض من ذلك، فإن رواية العالم المعاصر عماد الدين الأصفهاني، كما نقلها البنداري، لا تذكر أي اتصالات مع الصليبيين، في حين أن رواية ابن خلكان، على الرغم من أنها تستند أيضًا إلى عماد الدين، تصر على أنهم فعلوا ذلك.
وادعى القاضي الفاضل أيضًا أن المتآمرين أرسلوا مبعوثين إلى سنان "شيخ الجبل" الأسطوري، زعيم جماعة الحشاشين النزارية في الشام، بطلبات اغتيال صلاح الدين. لقد قام الحشاشون بالفعل بثلاث محاولات فاشلة لاغتيال صلاح الدين، في كانون الأول 1174/كانون الثاني 1175، وأيار 1176، وحزيران 1176، حيث قام صلاح الدين بغزو أراضيهم قبل أن يوافق على الهدنة مع سنان. إن دوافع الحشاشين في مهاجمة صلاح الدين غير واضحة. باعتباره نزاريًا، فمن المرجح أن سنان لم يكن مباليًا بنهاية الفرع الإسماعيلي المنافس الذي عزله صلاح الدين، والذي اعتبره النزاريون هرطوقيًا؛ وكان عملاء النزاريون قد اغتالوا سابقًا الوصي الفاطمي الأفضل شاهنشاه في عام 1121، والخليفة الآمر في عام 1130. ومن ناحية أخرى، فإن دفاع صلاح الدين عن السنة، وعلى العكس من ذلك، معارضته للشيعة من أي نوع، فضلًا عن طموحه إلى توسيع حكمه إلى سوريا الزنكية، والذي تجلى بالفعل في صيف عام 1174، جعله عدوًا واضحًا لمصالح النزاريين أيضًا، حتى بدون الاستئناف من جانب المتآمرين في القاهرة. لأن أراضيهم كانت تقع في هذه المنطقة
وكان على المتآمرين أيضًا تجنب تدخل شقيق صلاح الدين القادر، توران شاه، ولكنهم كانوا محظوظين في هذا: ففي عام 1173 أُرسل إلى صعيد مصر لقمع الاضطرابات التي تسبب فيها الجيش الفاطمي السابق ومواجهة غارات مملكة المقرة النوبية، بينما في عام 1174، أبحر توران شاه إلى شبه الجزيرة العربية، هناك للاستيلاء على مناطق النفوذ الفاطمية السابقة في الحجاز (بما في ذلك المدن المقدسة الإسلامية مكة والمدينة) واليمن. ولم يؤد هذا إلى إبعاد جنرال قادر، والذي ساعد بالفعل في قمع انتفاضة عام 1169، وكذلك قواته من مصر فحسب، بل أدى أيضًا إلى إبعاد الشخصية التي كان من المرجح أن يتجمع حولها الموالون الأيوبيون في حالة وفاة صلاح الدين. في الواقع، وفقًا لبعض الروايات، ادعى الشاعر عمارة أنه شجع توران شاه عمدًا في طموحاته بعيدًا عن مصر، من خلال تحذيرات مثل "أمامك غزو اليمن والشام" أو "أنشئ لنفسك مملكة لن تنضم فيها إلى مملكة أخرى". ومن ناحية أخرى، وكما تظهر قصة عمارة، ارتبط توران شاه بالعديد من الشخصيات رفيعة المستوى في النظام الفاطمي، الذين وقعوا ضحية لقمع المؤامرة.
ويبدو أن المتآمرين كانوا يعتزمون استعادة النظام الفاطمي، ولكنهم لم يتفقوا على من ينبغي أن يقوده: فبعضهم فضل الابن الأكبر للعاضد، داود، كخليفة، بينما فضل آخرون، في ضوء قلة داود، اختيار خليفة من بين أبناء عمومة العاضد البالغين. وعلى نحو مماثل، كانت الوزارة موضع نزاع بين أحفاد الوزراء السابقين شاور (1162-1163 و1164-1169) وطلائع بن رزيق (1154-1161). وعلى الرغم من الظروف المواتية في عام 1173، عندما كان صلاح الدين في حملته إلى ما وراء البحر الميت واحتلال توران شاه لصعيد مصر، فإن المتآمرين لم يحركوا ساكنًا، وربما كان ذلك بسبب تقاعس ملك القدس. سرعان ما تم كشف المؤامرة، على الرغم من أن المصادر تختلف مرة أخرى حول كيفية تنفيذها ومن قام بها: من نجم الدين بن مصال، ابن الوزير الفاطمي قصير العمر ابن مصال (1149)، الذي دعم شيركوه في حصار الإسكندرية خلال حملته في مصر عام 1167، عن غير قصد، من المبعوث الصليبي جورج، الذي كان صديقًا لعميل مسيحي لصلاح الدين؛ أو من الواعظ زين الدين علي بن نجية، الذي ورد أنه طلب الممتلكات المصادرة لابن كامل المفضل كمكافأة. وتشير رواية أخرى إلى أن زين الدين أُرسل للتحقيق مع القائد عبد الصمد، الذي كان صلاح الدين يستعد لتفضيله، وبالتالي تعثّر على المؤامرة. ويؤكد عماد الدين أن المؤامرة اخترقها في وقت مبكر عملاء صلاح الدين، الذين أبقوه على اطلاع دائم بالمؤامرة قبل وقت طويل من القضاء عليها.
حدث هذا في 31 آذار 1174، وتم القبض على زعماء المؤامرة. واعترف بعضهم بدورهم بحرية، بينما اعترف آخرون بذلك بعد التعذيب. وقد طلب صلاح الدين فتوى بشأن مصيرهم، الذي كان الموت: فبدءًا من 6 نيسان، مع الشاعر عمارة، وانتهاءً في 23 أيار مع ابن كامل المفضل، تم إعدامهم علنًا وصلب جثثهم في بين القصرين، الساحة الرئيسة في القاهرة، الواقعة بين القصور الفاطمية الكبرى. تم نفي الأعضاء المتبقين إلى صعيد مصر، في حين تم وصف بعضهم بالخيانة. وبعد فترة وجيزة، هاجم أسطول صقلي الإسكندرية دون نجاح، وهو ما يربطه المؤرخ المعاصر ابن الأثير بالمؤامرة: فوفقًا لوجهة نظره، لم يتحرك عموري، الذي سمع بانهيار المؤامرة، ولكن الصقليين، الذين لم يكونوا على علم بالأحداث في القاهرة، مضوا قدمًا في الخطة المتفق عليها.

## التقييم التاريخي
وقد تم فحص الرواية الرسمية للمؤامرة، كما رواها القاضي الفاضل وكررتها أغلب المصادر بعد ذلك، بشكل نقدي من المؤرخين المعاصرين، الذين أثاروا الشكوك حول صحتها. المؤرخ هاينز هالم يقبل إلى حد كبير الأحداث كما تم تصويرها. في سيرته الذاتية لصلاح الدين التي كتبها عام 1972، أعطى أندرو إيرينكروتز مصداقية للمؤامرة، لكنه يشير إلى أن إرسال توران شاه إلى اليمن كان بهدف إبعاده عن القاهرة، وجعله غير قادر على حماية الرجال الذين أُعدموا، والذين كان يرعاهم أثناء وجوده في مصر. يشير المؤرخان إم سي ليونز ودي إي بي جاكسون على نحو مماثل إلى أن حملة توران شاه إلى اليمن كانت موضع تشجيع من صلاح الدين وكانت تتناسب مع مصالحه السياسية الأوسع، في حين استخفا بوجهة النظر القائلة بأن عمارة كان الدافع الرئيس لرحلته باعتبارها "اقتراحًا مثيرًا". ومع ذلك، فإنهم يعبرون عن عدم تصديقهم لفكرة أن نجم الدين بن مصال وزين الدين، وكلاهما من الأعضاء الموثوق بهم في حاشية صلاح الدين المقربة، ربما تم تجنيدهم في مثل هذه المؤامرة، وأنه إذا كانوا متورطين بالفعل، فقد يكون دورهم هو عملاء استفزازيين [الإنجليزية] لكشف المعارضة لصلاح الدين. في نظرهم، كان صلاح الدين على علم بالمؤامرة وسارع إلى قمعها، إما بسبب رغبته في تأمين مؤخرته في ضوء الهجوم الصقلي المتوقع، أو حتى لإقناع الصاحب موفق بن القيساراني، مبعوث نور الدين، الذي أُرسل لتقييم سلوك صلاح الدين وولائه. وكما قالوا، "لم يكن صلاح الدين واثقًا من رد فعل نور الدين، ومن المؤكد أن الرواية المباشرة لمؤامرة خطيرة من شأنها أن تساعد في التأكيد على حساسية الوضع في مصر فضلًا عن التأكيد على الصعوبات والمسؤوليات المترتبة على منصبه". في الواقع، يصر ابن الأثير على أن نور الدين زنكي كان ينوي غزو مصر وخلع صلاح الدين في العام نفسه، قبل أن يؤدي موت نور الدين المفاجئ في 15 أيار 1174 إلى إلغاء هذه الخطط.
وقد خلص المؤرخ يعقوب ليف [الإنجليزية]، بعد فحص دقيق للروايات الأولية، إلى أن المؤامرة لم تشكل أي خطر حقيقي على صلاح الدين. وكما علق ليف، هناك "تفاوت غريب بين النطاق المزعوم والتهديد الذي تمثله المؤامرة وتصرف صلاح الدين في أعقاب اكتشافها"، وخاصة في ضوء النفي المفترض للقوات الفاطمية السابقة التي زعم أنها كانت مستعدة لمساعدة الانقلاب إلى صعيد مصر، وهي منطقة كانت بالفعل في حالة اضطراب بسبب القوات المتمردة والهجمات النوبية. وكما يشير ليف أيضًا، لم يُعرف أن أي فرد من أفراد الأسرة الفاطمية، الذين احتجزهم صلاح الدين في السجن، قد أُعدم نتيجة لهذه المؤامرة. وفقًا لليف، فإن إعدامات أبريل/نيسان ومايو/أيار 1174 لم تكن نتيجة مؤامرة حقيقية، بل كانت تطهيرًا أو تسوية للتنافسات بين النخب المدنية في فترة ما بعد الفاطميين؛ وقد أشار ليف على وجه الخصوص إلى القاضي الفاضل، وهو نفسه مسؤول فاطمي كبير سابق، اتهمه عمارة بشكل غير مباشر ولكن واضح بخيانة الفاطميين. ويرفض المؤرخ العسكري مايكل فولتون أيضًا فكرة التواطؤ مع الصليبيين، والتي لا يوجد دليل عليها في المصادر الغربية، في حين يشير أيضًا إلى تشابه الادعاء مع مؤامرة المؤتمن في عام 1169. ومع ذلك، ربما اكتسبت هذه التهمة مصداقية على الأقل، بسبب الهجوم الصقلي المتزامن على الإسكندرية في نفس العام. وهو يتفق أيضًا مع وجهة نظر ليونز وجاكسون حول "كشف صلاح الدين عن المؤامرة الفاطمية بشكل ملائم" في الوقت الذي كان فيه مبعوث نور الدين حاضرًا وكانت علاقاته مع سيده السوري نور الدين متوترة.

## العواقب
وربما تم تعزيز التمرد في صعيد مصر في أواخر صيف عام 1174 من خلال القوات التي أرسلت إلى هناك كنوع من العقاب. وكان يقودها زعيم قبيلة ربيعة، الذي كان أسلافه يشغلون منصب حاكم أسوان على الحدود الجنوبية لمصر، وكان يحمل لقب كنز الدولة. وبدعم من جنود الفاطميين السابقين ورجال قبيلته، سار شمالًا نحو القاهرة بهدف معلن وهو استعادة الخلافة الفاطمية. وفي الوقت نفسه اندلعت ثورة أخرى مؤيدة للفاطميين بالقرب من الأقصر بقيادة رجل يدعى عباس بن شادي، حيث قام رجاله بغارات على ضواحي قوص. كُلف القائد حسام الدين أبو الهيجاء، وكذلك ابن عم صلاح الدين عز الدين موسيك، وشقيقه العادل، بقمع الثورة، الأمر الذي تحقق بسرعة: هُزم كنز الدولة وقُتل في 7 أيلول، وبحلول نهاية الشهر، عاد العادل إلى القاهرة.
وبعد هزيمة هذه الانتفاضة، تلاشت أي إمكانية لاستعادة الفاطميين للسلطة بالقوة العسكرية. في عام 1176/7، وُجد مُدعٍ يدّعي أنه داود العاضد دعمًا واسعًا في قفط في شمال مصر، ولكن العاضد تمكن مرة أخرى من قمع الانتفاضة بسرعة. بحلول عام 1188، حاولت مجموعة صغيرة القيام بانتفاضة في القاهرة، حيث نادت بالهتاف الشيعي "آل علي" أثناء الليل، ولكن هذه المحاولة لم تجد أي استجابة من عامة الناس، حيث مُعظم الشيعيون المصريون إما قُتلوا أو طُردوا أو أُجبروا على تغيير مذهبهم. تم توثيق آخر المجتمعات الإسماعيلية الحافظية المؤيدة للدولة الفاطمية في مصر في صعيد مصر، حيث نجت حتى نهاية العصر المملوكي.